# Moustapha Diané
Pour les articles homonymes, voir Diané.
Moustapha Diané est un député et homme politique guinéen.
Membre du Rassemblement du peuple de Guinée de l'ancien président Alpha Condé. Il a représenté la circonscription de Dabola à l'Assemblée nationale et après son élection, il devient le président de la commission de suivi des travaux de numérisation de l'Assemblée,.